# Sergei Dmitrijewitsch Gorelow
Sergei Dmitrijewitsch Gorelow (russisch Сергей Дмитриевич Горелов; * 23. Juni 1920; † 22. Dezember 2009) war ein sowjetischer Luftwaffenoffizier, zuletzt im Range eines Generalobersten der Flieger. Zudem wurden ihm die Ehrentitel eines Helden der Sowjetunion (1944) und eines Verdienten Militärfliegers der UdSSR (1968) verliehen.

## Leben
Gorelow wurde in der Oblast Tula geboren und absolvierte in Moskau zunächst eine Ausbildung im Bereich Chemie, die er 1938 abschloss. Ab 1938 diente er bei der Roten Armee, im Jahr 1940 schloss er seine Ausbildung zum Piloten ab und wurde zu einer Fliegereinheit ausgemustert.
Bei Ausbruch des Deutsch-Sowjetischen Krieges war er Schwarmführer im 165. Jagdfliegerregiment. 1943 trat er zudem der Kommunistischen Partei der Sowjetunion bei, ab November 1943 war er stellvertretender Staffelführer, später Staffelführer einer Staffel des 13. Jagdfliegerregiments (im August 1943 umbenannt zum 111. Garde-Jagdfliegerregiment)/10. Garde-Jagdfliegerdivision, 10. Jagdfliegerkorps, 2. Luftarmee, 1. Ukrainische Front, später 4. Ukrainische Front. Insgesamt konnte er im Verlauf des Deutsch-Sowjetischen Krieges 27 Abschüsse in 60 Luftkämpfen, die aus 312 Kampfeinsätzen resultierten, verzeichnen.
Am 26. Oktober 1944 wurde ihm im Range eines Hauptmannes (mit Gardestatus) der Ehrentitel eines Helden der Sowjetunion verliehen (Verleihungsnummer 4495). An der berühmten Moskauer Siegesparade von 1945 nahm er im Range eines Majors (höchstwahrscheinlich mit Gardestatus) als Teil des Kombinierten Regiments der 4. Ukrainischen Front teil.
Nach dem Krieg absolvierte er 1952 die Militärakademie der Luftstreitkräfte „J. A. Gagarin“ und war im Anschluss Regimentskommandeur, sodann von 1955 bis 1957 Kommandeur der 66. Fliegerdivision (stationiert in Rumänien), von 1959 an nach einer erneuten Ausbildung Kommandeur der 275. Jagdfliegerdivision (stationiert in Ungarn) und blieb dies, bis er von 1961 bis 1952 als Stellvertretender Kommandeur der 48. Luftarmee diente. Von 1962 bis 1967 war er Erster Stellvertretender Kommandeur der 57. Luftarmee.
1967 wurde er für zwei Jahre als Militärischer Berater nach Ägypten entsandt, im Anschluss wurde er von Mai 1969 bis Januar 1977 Kommandeur der 14. Luftarmee. In dieser Zeit schloss er 1972 auch die Militärakademie des Generalstabs der Streitkräfte der UdSSR „K.J. Woroschilow“ ab. 1975 wurde er Mitglied der Werchowna Rada der Ukrainischen SSR und blieb dies für die gesamte 9. Legislaturperiode bis 1980. Von 1977 bis 1980 war er Stellvertreter des Oberbefehlshabers der Luftwaffe und Chef Hochschulbildung, im Anschluss wurde er als "Konsultant" an der Militärakademie der Luftstreitkräfte „J. A. Gagarin“ eingesetzt.
Im September 1987 wurde er in den Ruhestand entlassen. Gorelow war auch für den Raumfahrtkonzern RKK Energija in leitender Position tätig. Er ist auf dem Friedhof Trojekurowo begraben.

## Auszeichnungen (Auswahl)
- Held der Sowjetunion (26. Oktober 1944) (Verleihungsnummer 4495)[2]
- Zwei Leninorden[3]
- Fünf Rotbannerorden (27.08.1943, 28.09.1943, 11.09.1944, 22.05.1945, 1947, 1955, 1956)[4]
- Alexander-Newski-Orden (26. Juni 1945)
- Zwei Orden des Vaterländischen Krieges I. Klasse (27.04.1943, 11.03.1987)
- Orden des Roten Sterns (1954)
- Medaille „Für Verdienste im Kampf“
- Jubiläumsmedaille „Zum Gedenken an den 100. Geburtstag von Wladimir Iljitsch Lenin“
- Medaille „Für die Verteidigung Moskaus“ (1. Mai 1944)
- Medaille „Für die Verteidigung Stalingrads“ (22. Dezember 1942)
- Medaille "Für die Verteidigung Kiews" (21. Juni 1961)
- Medaille „Für die Verteidigung des Kaukasus“ (1. Mai 1944)
- Medaille „Für die Befreiung Prags“ (9. Juni 1945)
- Medaille „Sieg über Deutschland“ (9. Mai 1945)
- Medaille „20. Jahrestag des Sieges im Großen Vaterländischen Krieg 1941–1945“
- Medaille „30. Jahrestag des Sieges im Großen Vaterländischen Krieg 1941–1945“
- Verdienter Militärflieger der UdSSR (1968)
- Ritterkreuz des Orden Polonia Restituta (Polen)
- Tschechoslowakisches Kriegskreuz 1939